# Señor de los Milagros de Buga
El Señor de los Milagros de Buga es una imagen de la crucifixión de Cristo, de culto cristiano católico, ubicada en el camerín de la Basílica Menor del Señor de los Milagros de Buga, en la ciudad colombiana de Buga, en el departamento de Valle del Cauca. 
Se trata de una imagen tallada en madera de un Cristo de tez morena, crucificado, ya fallecido, con el cuerpo muy inclinado, la cabellera empapada de sangre, y los labios entreabiertos. En cuanto a sus dimensiones, tiene 1.70 m de altura y 1.30 m de ancho. 
Se empezó a denominar como el "Señor de los Milagros" a raíz de los testimonios de milagros de sanación de enfermedades, liberación, restauración de hogares y matrimonios, restauración económica, prosperidad, entre otros, por la adoración al Santo Cristo. La Iglesia católica conmemora esta devoción, el 14 de septiembre de cada año.

## Historia[2]
Existen varias versiones respecto a la historia de esta imagen de la Crucifixión de Cristo. La más difundida narra que una indígena estaba lavando la ropa en el río Guadalajara para poder comprar una nueva imagen de Jesucristo, producto del dinero obtenido con su trabajo. Un día, al ver que un vecino iba a ser enviado a prisión por una deuda que no había podido pagar, decidió cubrir la deuda del hombre para que lo dejaran en libertad. En otra ocasión, en el río que la indígena visitaba haciendo su labor, vio un objeto brillante que bajaba por el río. Era un crucifijo que llevó a su casa y puso en medio de las aguas en un altar. Al día siguiente, cuando se despertó, describió que la efigie había aumentado hasta llegar al tamaño actual (1,3 m sin cruz). 
Otra versión narra que una mujer se encontraba lavando ropa en el río Guadalajara y vio bajar un crucifico pequeño, el cual recogió y guardó en una cajita de fósforos en un cajón. Luego y durante las noches, ella escuchaba ruidos en la noche, pero una noche se percató que estos provenían del crucifico que había aumentado de tamaño, rompiendo la cajita que lo contenía y este seguía creciendo al pasar de los días, hasta alcanzar su tamaño actual.
Por orden de la Curia diocesana, en ese momento situada en Popayán, se ordenó la destrucción de la imagen, pues ésta presentaba muchos deterioros ocasionados por las manos imprudentes de las gentes que le arrancaban pedazos a la misma.  Así lo atestiguó bajo fe de juramento ante otro visitador, en 1665, doña Luisa de la Espada, hija de uno de los patriarcas de Buga. Ella aseguró que la imagen, arrojada al fuego, no se quemó, antes bien sudaba y la gente empapaba algodones en el sudor. Este testimonio se conserva.
Algunas personas aseguraron que ese algodón impregnado logró sanar sus males, y de inmediato el Cristo fue bajado del fuego. En 1884, cuando los misioneros Redentoristas llegaron a Buga para hacerse cargo de la Ermita y del culto que allí se celebraba, la historia sobre el hallazgo de la imagen del Cristo en las aguas del río Guadalajara era bien conocida entre los locales. Los misioneros construyeron una nueva Ermita (de la cual se conserva la Torre de Campanas) para alojarlo, pues un terremoto ocurrido el día 9 de julio de 1766, destruyó la anterior. Finalmente, la imagen fue llevada al actual templo, la Basílica Menor del Señor de los Milagros de Buga.
La primera piedra del actual templo se colocó en 1892 y fue bendecida por Juan Buenaventura Ortiz, arzobispo de Popayán de esa época y con la presencia de Rafael Núñez, entonces presidente de la República de Colombia. El templo fue inaugurado el 2 de agosto de 1907, y desde esa época permanece allí la imagen. 
En diferentes ciudades de Colombia, hay réplicas de esta imagen, como la que se ubicada en Bogotá, en la Parroquia San Alfonso María de Ligorio - Señor de los Milagros o en la ciudad de Cúcuta, en la Capilla Nuestra Señora del Carmen, contigua a la Biblioteca Julio Pérez Ferrero, en el centro de la ciudad, en cercanías al Barrio Caobos.

## Oraciones

### Oración al Señor de los Milagros[3]
Te damos gracias porque a una indiecita, en los comienzos de nuestra historia latinoamericana, la hiciste instrumento de tus maravillas. Aquella mujer nos recordó que más importaba la libertad de un hombre, que la posesión de una imagen. Suscita en nosotros el recuerdo de esta lección evangélica, siempre que nos postremos ante Ti, Señor de los Milagros, para pedirte un favor o agradecerte un beneficio.
Acrecienta nuestra fe en tu presencia, que se manifiesta de diversos modos, ya te adoremos en la Eucaristía, ya te consideremos en tu Evangelio, o cuando nos postremos ante tu cruz, o te veamos en nuestros hermanos, especialmente en los que sufren y en los que luchan por el logro de sus aspiraciones hacia una vida más digna del hombre. Bendícenos misericordioso a todos, e inspíranos deseos sinceros de una vida más cristiana y más entregada al servicio de nuestros hermanos. Amén.

### Oración al Señor de los Milagros por los enfermos[4]
Señor de los Milagros, tú que eres el médico de los cuerpos y de las almas, inspira mi oración para implorarte con fe mi salud y la de mis seres queridos. Reconozco, Señor, mi indignidad, pero confió en que “una sola palabra tuya bastará para sanarme”. Tengo la seguridad de que tú me escuchas como has atendido las plegarias de los incontables peregrinos que han alcanzado de ti paz y bienestar, salud y perdón.
Al verte clavado en la cruz, Señor de los Milagros, reconozco el misterio del infinito amor con que derramaste tu sangre por mí, para devolverme la vida y salvarme. Quiero unirme a tu cruz, aceptando con amor los sufrimientos que trae la vida y ofrecerlos por la salvación del mundo. Señor de los Milagros, atiende favorablemente esta suplica confiada. Amén

### Consagración con el Señor de los Milagros[5]
Señor de los Milagros, porque te amo, he venido a visitarte para alabarte, bendecirte, y darte gracias por tantos favores que me has concedido.
Señor de los Milagros, porque te amo, me arrepiento de los pecados que he cometido. Te prometo comenzar desde hoy una vida nueva.
Señor de los Milagros, porque te amo, quiero verte presente en mis hermanos.
Señor de los Milagros, porque te amo, he venido a suplicarte como el leproso del evangelio: Señor, si quieres, puedes curarme. Perdona mis pecados y cura las enfermedades que me hacen sufrir.
Señor de los Milagros, porque te amo, me consagro a tu servicio con mi familia, mis seres queridos, mis trabajos, estudios, problemas y alegrías.
Señor de los Milagros, porque te amo, quiero vivir contigo durante la vida para vivir contigo en el cielo.
Oh María, Madre del Perpetuo Socorro, presenta esta consagración a tu divino Hijo. Amén.

### Novena al Señor de los Milagros
La novena al Señor de los Milagros puede ser consultada en el sitio web de la Basílica Menor en la siguiente URL: https://www.milagrosodebuga.com/novena-al-senor-de-los-milagros/